# Larisa Cerić
Larisa Cerić (Travnik, 1991. január 26. –) világbajnoki bronz-, Európa-bajnoki ezüstérmes bosnyák cselgáncsozó, olimpikon.

## Pályafutása
1991. január 26.-án született Travnikban. A szarajevói Judo Club Nippon versenyzője 78 kg-os súlycsoportban (félnehézsúly). A 2009-es junior világbajnokságon aranyérmet nyert. Az Európa-bajnokságon két ezüst- (2014, 2018) és egy bronzérmet (2017) szerzett. A 2016-os Rio de Janeiró-i olimpián a kilencedik helyen végzett. A 2018-as bakui világbajnokságon bronz-, a 2019-es minszki Európa-játékokon ezüstérmet szerzett.

## Sikerei, díjai
- Világbajnokság – 78 kg
  - bronzérmes: 2018
- Európa-bajnokság – 78 kg
  - ezüstérmes (2): 2014, 2018
  - bronzérmes: 2017
- Európa-játékok – 78 kg
  - ezüstérmes: 2019